# Luis Jorge González

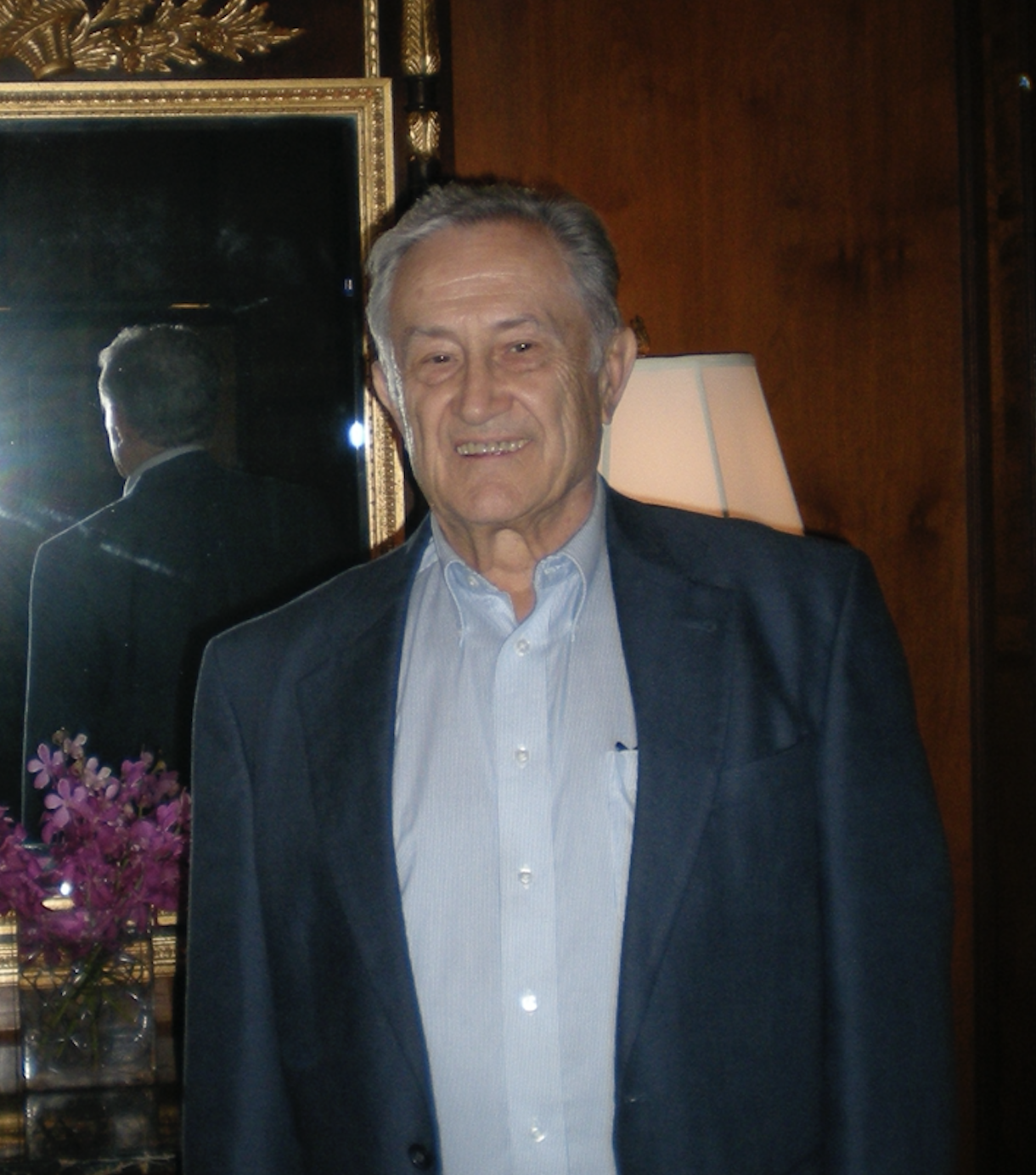
Luis Jorge González

Jorge Luis González Fernández (* 22. Januar 1936 in San Juan; † 3. Februar 2016) war ein argentinischer Komponist und Musikpädagoge.

## Leben
González studierte Musik an der Universidad Nacional de Cuyo. Er nahm privaten Kompositionsunterricht bei Erwin Leuchter und absolvierte ein Postgraduiertenstudium am Peabody Institute in Baltimore, wo er den Master- und Doktorgrad erlangte. Weiteren Kompositionsunterricht hatte er bei Earle Brown und Robert Hall. 1978–1979 erhielt er ein Stipendium der Guggenheim-Stiftung. Er unterrichtete Musiktheorie am Peabody Institute, an der Universidad Nacional de San Juan und von 1981 bis zu seiner Emeritierung 2003 an der University of Colorado Boulder.
Seine Kompositionen wurden bei Konzerten und Festivals in den USA, Mexiko, Südamerika, Europa und Japan aufgeführt. Bei den Internationalen Kompositionswettbewerben der Percussive Arts Society gewann er 1975 und 1979 den Ersten Preis. Bei der 4. International Henryk Wieniawski Composers Competition 1976 erhielt er für seine Komposition Stichomythias den Dritten Preis. Zweimal erhielt er Preise des Fondo Nacional de las Artes de Argentina, sechsmal den Preis der Tribuna Nacional de Compositores (Premio Trinac). Das Kultursekretariat der Republik Argentinien ehrte ihn anlässlich der Verleihung des Nationalpreises für Musik 2004 mit einer besonderen Erwähnung.